# Mayday (film)
Pour les articles homonymes, voir Mayday (homonymie) et Plane (homonymie).
Ne doit pas être confondu avec May Day (film).
Pour plus de détails, voir Fiche technique et Distribution.
Mayday (Plane) est un film américano-britannique réalisé par Jean-François Richet, sorti en 2023.

## Synopsis
Ancien membre de la Royal Air Force, le commandant écossais Brodie Torrance (Gerard Butler) est pilote d'un avion de ligne de la compagnie aérienne, Trailblazer Airlines. Le jour du nouvel an, il décolle depuis Singapour pour se rendre à Honolulu, via Tokyo. Il y a à bord 14 passagers et un agent de la gendarmerie royale du Canada escortant Louis Gaspare (Mike Colter), un prisonnier recherché depuis des années pour meurtre. En vol, l'appareil est pris dans une violente tempête et frappé par la foudre. Torrance parvient à faire atterrir l'appareil presque sans encombre sur une route isolée sur une île en mer de Chine méridionale. Il réfléchit à un moyen de prévenir Trailblazer Airlines. Les dégâts ont rendu toute communication impossible. À New York, au siège de la compagnie, les employés et des spécialistes tentent de gérer la crise.
Les rescapés se rendent compte qu'ils sont en réalité sur l'île de Jolo aux Philippines, une zone dirigée par des séparatistes, où l'armée de Manille ne veut pas s'aventurer par crainte de lourdes pertes. Torrance et Gaspare — qui révèle être un ancien soldat de la Légion étrangère — partent chercher de l'aide. Le personnel de l'avion (hôtesses de l'air et le second de Torrance) ainsi que les passagers sont ensuite pris en otage. Torrance s'affaire pour sauver tout le groupe.
Les survivants sont rejoints par un groupe de mercenaires envoyés par les responsables de la compagnie aérienne afin de sécuriser la zone et d'attendre l'arrivée des secours. À l'exception de Gaspare qui préfère rester sur l'île, tous embarquent. Torrance parvient à faire décoller l'avion et à atterrir sur une île voisine. Gaspare découvre dans un sac dans la voiture des mercenaires un sac rempli de billets de banque, s'en empare et disparait dans la nature.

## Fiche technique
Sauf indication contraire, les informations mentionnées dans cette section peuvent être confirmées par les bases de données cinématographiques IMDb et Allociné,  présentes dans la section « Liens externes ».
- Titre original : Plane
- Titre français : Mayday
- Titre de travail : The Plane
- Réalisation : Jean-François Richet
- Scénario : Charles Cumming et J. P. Davis, d'après une idée originale de Charles Cumming
- Musique : Marco Beltrami et Marcus Trumpp
- Décors : Mailara Santana
- Costumes : Erinn Knight
- Photographie : Brendan Galvin
- Montage : David Rosenbloom
- Production : Marc Butan, Gerard Butler, Jason Constantine, Lorenzo di Bonaventura, Eda Kowan, Alan Siegel et Mark Vahradian
- Production déléguée : Alastair Burlingham, Michael Cho, Edward Fee, Tim Lee, Gary Raskin et Vicki Dee Rock
- Sociétés de production : Di Bonaventura Pictures, G-BASE, MadRiver Pictures, Pimienta Films et Riverstone Pictures : en association avec Olive Hill Media
- Sociétés de distribution : Lionsgate (États-Unis, Royaume-Uni), Metropolitan Filmexport (France)
- Budget : 50 millions de dollars[réf. nécessaire]
- Pays de production :  États-Unis,  Royaume-Uni
- Langue originale : anglais
- Format : couleur — 2,39:1
- Genre : action, thriller
- Durée : 107 minutes
- Dates de sortie[2] :
  - États-Unis : 13 janvier 2023
  - France : 25 janvier 2023
- Classification :
  - États-Unis : R-Restricted (interdit aux moins de 17 ans non accompagnées d'un adulte)
  - France : tous publics avec avertissement lors de sa sortie en salles.

## Distribution
- Gerard Butler (VF : Boris Rehlinger) :  commandant Brodie Torrance
- Mike Colter (VF : Frantz Confiac) : Louis Gaspare
- Yoson An (VF : Aurélien Raynal) : copilote Samuel Dele
- Tony Goldwyn (VF : Stéphane Roux) : Scarsdale
- Daniella Pineda (VF : Bénédicte Bosc) : Bonnie Lane
- Paul Ben-Victor (VF : Stefan Godin) : Terry Hampton
- Remi Adeleke (VF : Baptiste Marc) : Shellback
- Joey Slotnick (VF : Pascal Germain) : Matt Sinclair
- Evan Dane Taylor (VF : Alex Fondja) : Datu Junmar
- Claro De Los Reyes  : Hajan
- Kelly Gale : Katie
- Lilly Krug (VF : Karine Ventalon) : Brie

## Production

### Genèse et développement
En juillet 2016, la société de production MadRiver Pictures acquiert les droits de The Plane, un pitch original imaginé par l'écrivain Charles Cumming. Marc Butan, Lorenzo di Bonaventura et Mark Vahradian sont alors annoncés à la production. En octobre 2019, l'acteur Gerard Butler est annoncé dans le rôle principal ainsi que comme producteur avec Alan Siegel.
En novembre 2019, Lionsgate acquiert les droits de distribution du film,. Lionsgate abandonne cependant le projet en novembre 2020, en raison de l'incertitude liée à la pandémie de Covid-19 et d'importantes pertes financières qui pourraient en découler. Solstice Studios rachète alors les droits. Finalement, Lionsgate reprend en main le projet en mai 2021.
Christian Gudegast devait initialement réaliser le film,, après avoir déjà dirigé Gerard Butler dans Criminal Squad (2018). Pour des raisons inconnues, c'est finalement Jean-François Richet qui réalise le film.

### Attribution des rôles
En août 2021, Kelly Gale, Mike Colter, Daniella Pineda, Yoson An, Remi Adeleke, Haleigh Hekking, Lilly Krug ou encore Joey Slotnick rejoignent la distribution.
En octobre 2021, la présence de Tony Goldwyn et Paul Ben-Victor est révélée.

### Tournage
Le tournage débute en août 2021 à Porto Rico. Les prises de vues s'achèvent en octobre de la même année.

## Accueil

### Sorties
Le film est distribué par Lionsgate aux États-Unis, le 13 janvier 2023. La date de sortie française est prévue pour le 25 janvier 2023. Le distributeur Metropolitan Filmexport révèle le titre français en octobre 2022, Mayday,.

### Box-office
| Pays ou région    | Box-office      | Date d'arrêt du box-office | Nombre de semaines |
| ----------------- | --------------- | -------------------------- | ------------------ |
| États-Unis Canada | 32 111 181 $    | 2 mars 2023                | 7                  |
| France            | 327 287 entrées | 21 mars 2023               | 8                  |
| Total mondial     | 52 228 094 $    | -                          | -                  |